# Petromidia
Petromidia este un complex industrial din orașul Năvodari (județul Constanța), format în principal dintr-o rafinărie și o uzină petrochimică, folosind tehnologiile companiilor UOP, Mitsui, Snam Progetti, Heat Research etc. Capacitatea sa maximă de prelucrare a țițeiului este de 4,8 milioane de tone/an.

## Istoric
Înființarea Combinatului Petrochimic Midia Năvodari pe o platformă de 480 hectare datează din 1975. Proiectarea și construcția sa a avut loc între anii 1975-1977, pe baza tehnologiilor românești performante de rafinare și a unor licențe străine. În perioada 1979–1996 au fost puse în funcțiune următoarele instalații de producție: prima instalație DAV (1979), instalația de reformare catalitică (1981), instalația de cracare catalitică (1984), instalația de cocsare (1985) și instalația MTBE (1996).
În anul 1991 Combinatul Petrochimic Midia Năvodari se transformă în societate comercială pe acțiuni prin preluarea integrală a patrimoniului vechiului combinat. Noua societate purtând denumirea de SC Petromidia S.A., era constituită în temeiul HG 1176/1990, emise în baza Legii 15/1990 privind reorganizarea unităților economice de stat în regii autonome și societăți comerciale.

### Privatizarea
Prima încercare de privatizare a fost în 1993, când Marc Rich, om de afaceri american, apropiat al lui Bill Clinton a încercat să preia Petromidia.
Sindicaliștii din companie aflaseră că americanul cumpărase anterior o fabrică de aluminiu și concediase tot personalul și asta i-a determinat pe angajați să se opună procesului de privatizare.
O a doua tentativă de privatizare a fost în 1997.
Un grup turc, Akmaya, a încercat o preluare a celei mai mari rafinării românești.
Sindicatul de la Năvodari a impus însă în 2000 două condiții pentru privatizare, care dacă nu ar fi fost respectate ar fi dus la rezilierea contractului.
Prima solicitare a fost aceea ca noul proprietar să asigure aprovizionarea rafinăriei la capacitate maximă cu țiței, iar cea de-a doua, respectarea contractului colectiv de muncă.
Pe fondul unor neînțelegeri dintre investitor și statul român cu privire la oferirea de facilități suplimentare față de cele prevăzute în contract, privatizarea a fost anulată.
La data de 31 octombrie 2000, Fondul Proprietății de Stat (FPS) a vândut către Rompetrol Group BV Rotterdam (deținut de Dinu Patriciu) un pachet de 69,991% din acțiunile Rafinăriei Petromidia pentru suma de 50,517 milioane dolari, echivalentul a 2 dolari pe acțiune. Valoarea tranzacției s-a ridicat la 615 milioane de dolari, pe lângă suma plătită pentru acțiuni, Rompetrol angajându-se să investească, în următorii cinci ani, 205 milioane dolari în modernizarea instalațiilor tehnologice ale rafinăriei și în repornirea sectorului petrochimic, precum și alte 20 de milioane de dolari în protecția mediului. De asemenea, Rompetrol s-a angajat să preia și datoriile Petromidia, care se ridicau la acel moment la o cifră de 340 milioane dolari, jumătate (169 milioane) reprezentând obligații restante la bugetul de stat și cealaltă jumătate (171 milioane) datorii către bănci în urma importurilor de țiței din anii precedenți.
După preluarea rafinăriei de către Grupul Rompetrol, în baza hotărârii AGA din 26 februarie 2001 și a Actului adițional nr. 21 la Actul constitutiv al societății, rafinăria și-a schimbat denumirea în cea de SC Rompetrol Rafinare - Complexul Petromidia S.A. În anul 2003, în baza rezoluției nr. 50640, denumirea societății a fost schimbată în cea de SC Rompetrol Rafinare S.A.

### Perioada post-privatizare
În anii următori s-au efectuat o serie de investiții de retehnologizare a rafinăriei constând în:
- automatizarea rafinăriei prin implementarea sistemelor de control distribuit (DCS) - 2001;
- atingerea capacității de producție – efect al modernizărilor din timpul opririi planificate - 2001;
- renunțarea la utilizarea tetraetilului de plumb în formularea benzinelor (prima rafinărie din România care a operat această măsură) - 2002;
- inaugurarea instalației automate de amestec în linie a benzinelor - 2003 etc.

Procesul de modernizare al rafinăriei urmărește, până în anul 2009, creșterea capacității de prelucrare cu 30% pe an, mărirea gradului de automatizare a rafinăriei, o majorare a randamentelor întregii capacități de producție, un control mai strict al calității produselor, precum și o reducere a impactului activității de rafinare asupra mediului, pentru care s-a preconizat realizarea unor investiții evaluate la 200 milioane USD.

### Explozia de pe data de 2 iulie 2021 (Explozia de la PetromidiaNăvodari)
În 2021, pe data de 02 Iulie 2021 a avut loc o explozie în cadrul instalației de hidrofinare petrol motorină (HPM), în urma căreia o persoană a murit și alte cinci au fost spitalizate. Anterior, în august 2016, doi muncitori au murit și alți doi au fost răniți grav după ce două rezervoare de azot au explodat.

## Listarea pe bursă
În aprilie 2004, compania Rompetrol Rafinare a fost listată la Bursa de Valori București, fiind tranzacționată sub indicativul RRC. Ea a devenit una dintre cele mai lichide companii listate la Bursa de Valori București, fiind inclusă în decembrie 2004, în urma interesului investitorilor și a evoluției pozitive a acțiunilor, în indicele BET.
De asemenea, RRC face parte din portofoliul indicelui ROTX (The Romanian Traded Index), mărindu-și astfel expunerea către fondurile de investiții internaționale. ROTX este primul indice lansat de Bursa de Valori București împreună cu o bursă străină, Bursa din Viena (Wiener Börse). Numărul total de acțiuni este de 21.099.276.002 cu o valoare nominală de 0,1 lei, formând adică un capital social de 2.109.927.600,20 lei.
Conform sitului Bursei de Valori București, la 31 mai 2007, principalii acționari ai Rompetrol Rafinare erau:
- The Rompetrol Group N.V. - 50,59%
- Rompetrol Financial Group S.R.L. - 14,72%
- S.C. Rompetrol S.A. - 9,14%
- alți acționari - 25,55%

Acțiunile Rompetrol Rafinare au avut o scădere de 2% după accidentul din 2021.

## Capacitate de prelucrare
Petromidia este singura unitate de profil situată la Marea Neagră, dispunând de un avantaj competitiv datorită accesului imediat la rutele de transport naval și fluvial. Aprovizionarea sa cu țiței se face din portul Constanța, unde țițeiul este adus din diferite părți ale lumii prin intermediul tancurilor petroliere. De la Constanța, țițeiul era transportat prin conducte, prin intermediul S.C. Oil Terminal S.A., până la rezervoarele de depozitare cu o capacitate de 8 X 50.000 m³, care asigură cantitatea de materie primă pentru aproximativ 30 de zile (în cazul în care rafinăria ar funcționa la capacitatea maximă). Din anul 2008, s-a construit o platforma marină în larg la câțiva km de țărm prin care se descarcă direct la rezervoarele 8 x 50.000 m³, rafinăria asigurându-și independența fața de Oil Terminal. S-a recurs la această opțiune pentru îndepărtarea pierderilor materiale și bănești.
Avantajele competitive ale rafinăriei sunt următoarele:
- este singura rafinărie amplasată în zona Mării Negre, în apropierea Portului Constanța;
- acces direct la Canalul Dunăre-Marea Neagră;
- acces direct la Portul Midia - în care se pot descărca nave de până la 24.000 tdw;
- apropiere de rețeaua de conducte de țiței;
- propriul triaj de cale ferată;
- facilități logistice (Rompetrol Logistics) care permit recepția țițeiului și livrarea produselor lichide prin barje, vagoane-cisternă și cisterne auto.

## Premii obținute
- „Rafinăria Anului în Europa Centrală și de Est” (2003) - titlul acordat de Asociația Mondială a Rafinorilor (World Refining Association), ca o recunoaștere a succesului procesului de restructurare și de modernizare

## Date economice
Număr de angajați în 2011: 470
Cifra de afaceri:
- 2011: 254 milioane euro[6]
- 2005: 2,15 miliarde dolari[7]